# Michal Viewegh
Michal Viewegh (Praga, 31 marzo 1962) è uno scrittore ceco.
È uno dei più popolari scrittori cechi contemporanei, nonché quello con un maggior riscontro di vendite. Ha scritto romanzi, racconti, parodie letterarie e anche un libro per bambini. Nella Repubblica ceca è un personaggio molto noto anche a livello mediatico. Nei suoi romanzi tratta generalmente tematiche sentimentali, affrontandole con ironia: è stato talvolta paragonato dai suoi lettori all'inglese Nick Hornby.

## Opere
- L'educazione delle ragazze in Boemia, 1994 – traduzione italiana di A. Catalano, Milano, Mondadori, 1999
- Quei favolosi anni da cani, 1992 – traduzione italiana di A. Catalano, Milano, Mondadori, 2001
- Il caso dell’infedele Klára, 2003 – traduzione italiana di A. Catalano, Torino, Instar libri, 2005 (dal libro è stato tratto nel 2009 l'omonimo film di Roberto Faenza Il caso dell'infedele Klara)
- Romanzo per donne, 2001 – traduzione italiana di A. Catalano, Torino, Instar libri, 2006
- Romanzo per uomini, 2008 traduzione italiana di C. Rea,Firenze, Nikita editore, 2011.
- La bio-moglie, 2010 traduzione italiana di A. Catalano,Roma, Atmosphere libri, 2011.
- Fuori gioco, 2012 traduzione italiana di A. Catalano,Roma, Atmosphere libri, 2011.